# Northeast Generals
Northeast Generals är ett amerikanskt juniorishockeylag som spelar i North American Hockey League (NAHL) sedan 2016. De spelar sina hemmamatcher i inomhusarenan New England Sports Village, som har en publikkapacitet på 750 åskådare vid ishockeyarrangemang, i Attleboro i Massachusetts. Generals har fortfarande inte vunnit någon Robertson Cup, som delas ut till det lag som vinner NAHL:s slutspel.
De har ännu inte fostrat någon nämnvärd spelare.